# Neochauliodes subfasciatus
Neochauliodes subfasciatus är en insektsart som först beskrevs av John Obadiah Westwood 1847.  Neochauliodes subfasciatus ingår i släktet Neochauliodes och familjen Corydalidae. Inga underarter finns listade i Catalogue of Life.